# روبرت فانو
روبرت فانو (بالإنجليزية: Robert Fano) (ولد في 11 نوفمبر 1917 في تورينو، إيطاليا، باسم روبرتو ماريو فانو، توفي في 13 يوليو 2016) هو عالم حاسوب أمريكي-إيطالي، شغل منصب أستاذ الهندسة الكهربائية وعلوم الحاسوب في معهد ماساتشوستس للتقنية حتى تقاعده في يونيو 2008. يعرف فانو أساسًا لعمله على نظرية المعلومات، بابتكاره ترميز شانون-فانو واستنتاج عدم مساواة فانو. في أوائل 1960، كان مشاركًا في تطوير حواسيب مشاركة الزمن، ومن 1963 إلى 1968 كان مديرًا مؤسسًا لمشروع ماك التابع لإم آي تي، والذي تطور ليصبح معروفًا باسم مختبر إم آي تي لعلوم الحاسوب والذكاء الاصطناعي.
والده كان عالم الرياضيات جينو فانو، وأخيه الأكبر كان الفزيائي أجو فانو، وابن عمه كان جويليو ركاه. نشأ في تورينو ودرس الهندسة طالبًا في مدرسة الهندسة في تورينو حتى 1939، حيث هاجر إلى الولايات المتحدة بعد تشريع مناهض لليهود صدر في عهد بنيتو موسوليني. نال بكالريوس العلوم في الهندسة الكهربائية من إم آي تي في 1941، قبل أن ينضم إلى طاقم مختبر إم آي تي للإشعاع. بعد الحرب، نال درجة الدكتوراه في 1947؛ عن أطروحة بعنوان «الحدود النظرية لتقابل النطاق العريض للمعاوقات العشوائية» "Theoretical Limitations on the Broadband Matching of Arbitrary Impedances"، والتي أشرف عليها إرنست جويلمن. انضم إلى هيئة التدريس في إم آي تي في 1947. وبين 1950 و1953 قاد مجموعة تقنيات الرادار في مختبر لنكولن. في 1954، أصبح فانو زميلًا لجمعية مهندسي الكهرباء والإلكترونات الدولية «لمساهماته في حقلي نظرية المعلومات ومرشحات المايكرو ويف».
انتُخب إلى عضوية الأكاديمية الوطنية للهندسة في 1973، والأكاديمية الوطنية للعلوم في 1978، والأكاديمية الأمريكية للعلوم والفنون في 1958.
نال جائزة كلود إي. شانون في 1976 لأعماله المتعلقة بنظرية المعلومات.

## مؤلفات
بالإضافة إلى أعماله في نظرية المعلومات، نشر روبرت فانو مقالات وكتبًا عن نظم المايكروويف، والكهرومغناطيسية وتعليم الهندسة. ومن كتبه المنشروة:
- روجر إل. رجان، محرر، دارات إرسال المايكروويف، المجلد 9. في سلسلة مختبر الإشعاع (كمؤلف مشارك، 1948).
- إشعاع وإرسال الطاقة الكهرومغناطيسية (مع لان جن تشو وريتشارد بي. أدلر، 1960).
- القوى والطاقة والحقول الكهرومغناطيسية (مع تشو وأدلر، 1960)
- إرسال المعلومات: نظرية إحصائية للاتصالات (1961).